# 安斯泰來製藥

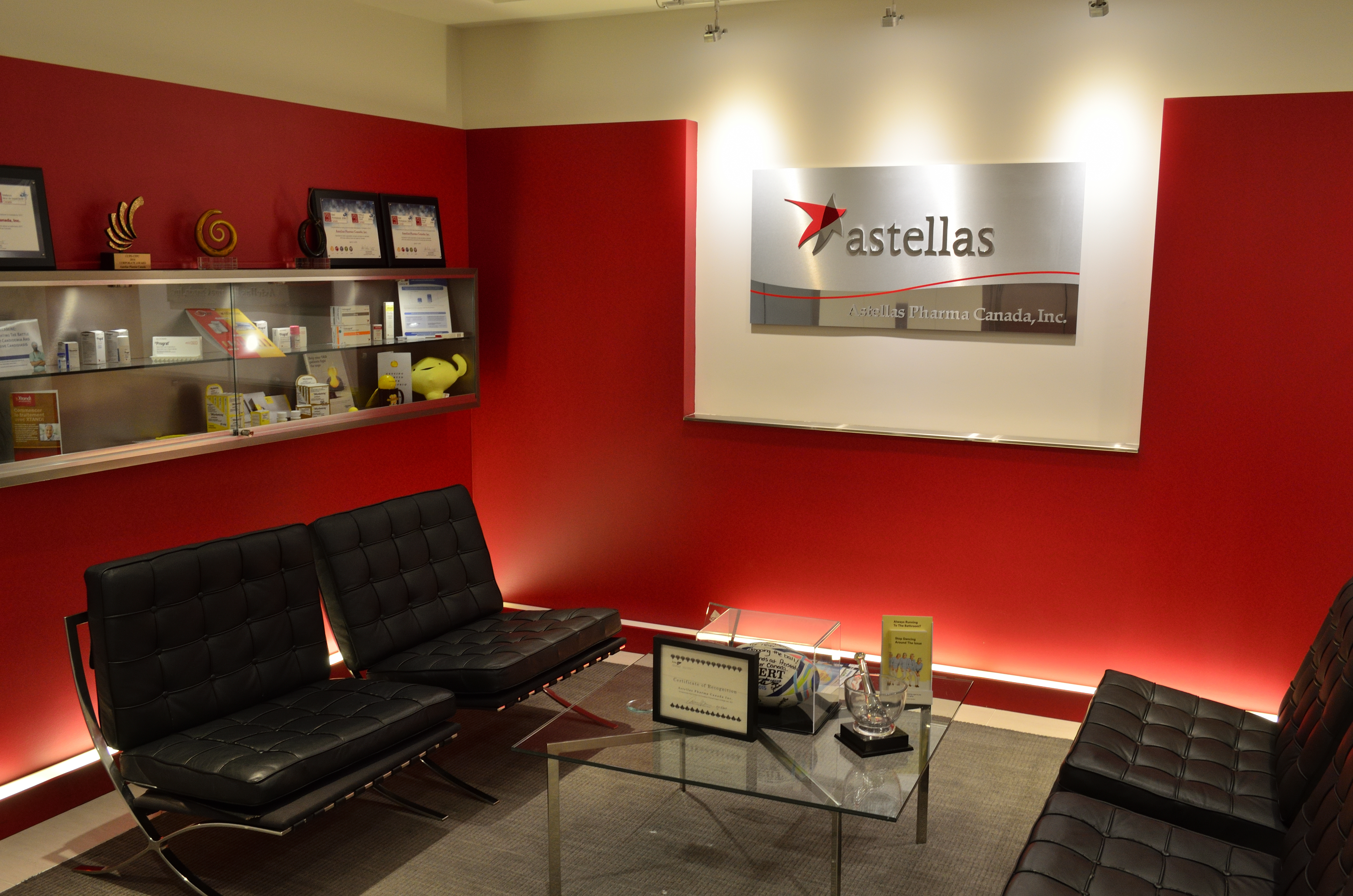
加拿大的安斯泰来

安斯泰來製藥（日语：アステラス製薬株式会社）是一家日本制药公司，2005年4月1日由山之内製药（1923年创办）和藤泽药品工業（1894年）合并而成。名稱來自星星的拉丁文「stella」和希臘文「aster」。
2020年的世界制药企业销售额排行榜中，它的营业额仅次于武田药品工业、大塚控股（大塚製藥母公司），是日本第三大的制药公司。